# Tatort: Väter
Väter ist ein Fernsehfilm aus der Krimireihe Tatort, der am 30. November 2003 auf Das Erste Premiere hatte. Es handelt sich um die 549. Folge der Tatort-Reihe. In seinem ersten Fall wird der Kieler Hauptkommissar Klaus Borowski (Axel Milberg) mit dem Schicksal eines Mannes konfrontiert, der ein Unglücksrabe zu sein scheint und es nicht schafft, sein Leben in den Griff zu bekommen. Durch eine Verkettung unglücklicher Umstände gerät er schließlich unter Mordverdacht. Borowski selbst muss sich als Vater bewähren, als seine Tochter Carla Zuflucht bei ihm sucht. Maren Eggert ist als Psychologin zu sehen, Mehdi Moinzadeh als Borowskis Assistent und Thomas Kügel als Kriminalrat und Borowskis Vorgesetzter. Die Haupt-Gastrollen dieser Folge sind besetzt mit: Christian Grashof, Neelam Schlemminger, Henning Peker, Gunda Ebert, Götz Schubert, Hans-Georg Panczak sowie Tobias Nath und Tim Wilde.

## Handlung
Kriminalhauptkommissar Klaus Borowski wird zu seinem Vorgesetzten und Freund Roland Schladitz zitiert, der eine Erklärung dafür will, dass Borowski Walter Scharndorf, einen Geschäftsmann für Schiffsausrüstungen, der häufig in der Rotlichtszene anzutreffen ist, nackt auf dem Dach eines Bordells angekettet hat. Schladitz erzählt Borowski, dass man ihn, Borowski, habe suspendieren wollen, was er dem Entscheidungsträger Dr. Kronberg habe ausreden können, allerdings nur unter der Bedingung, dass Borowski ein Gespräch mit der Betriebspsychologin Frieda Jung führen müsse. Borowski hat dieses Mittel gewählt, damit Scharndorf, der in einem Mordfall, der sich im Bordell zugetragen hat, nicht aussagen will, keinen Grund mehr hat, seinen Ruf schützen zu wollen, da die Presse das Bild des nackten, angeketteten Mannes nur allzu gern veröffentlicht hat. 
Der ehemalige Seemann Lars Betz, der jetzt in einem Geschäft für Schiffsausrüstung arbeitet, wird mit einem Firmenfahrzeug auf der Autobahn geblitzt. Da er mit seinem Chef Oliver Nagel ohnehin schon große Probleme hat, hält er an und versucht, den Film aus dem Radargerät zu entwenden. Das wird von dem Autobahnpolizisten Wolfgang Ebert beobachtet, der ihn auffordert, stehenzubleiben, und einen Warnschuss abgibt. Betz flüchtet jedoch und schafft es gerade noch, vor einem nahenden Lkw die Fahrspur zu überqueren. Der Polizist jedoch wird von einem entgegenkommenden Fahrzeug erfasst und verstirbt wenig später. Borowski wird hinzugezogen und will Polizeiobermeister Jens Ziemann befragen. Dieser berichtet ihm jedoch zu seinem Erstaunen, dass Ebert ihm erlaubt habe, während seiner Dienstzeit kurz zu seiner Freundin zu fahren, um private Probleme zu klären. Der junge Polizist ist außer sich über den Tod seines Vorgesetzten. Betz ist inzwischen an seinem Arbeitsplatz erschienen, wo Nagel ihn sofort entlassen will, was von seinem Kompagnon Stefan Wächter jedoch verhindert wird.
Borowski bekommt unterdessen einen Anruf seiner Ex-Frau, die ihm aufgeregt berichtet, dass die gemeinsame Tochter Carla verschwunden sei. Gerade als er ihr die Vermisstenstelle der Polizei nahelegt, sieht er seine Tochter freudestrahlend auf sich zukommen und bricht das Gespräch ab mit dem Hinweis, er regele das selbst, ohne seiner Ex-Frau zu sagen, dass Carla jetzt bei ihm ist. Diese erzählt dem Vater, dass sie den neuen Partner ihrer Mutter „blöd“ finde und nicht ausstehen könne. Sie wolle bei ihm bleiben. Borowski will jedoch, dass sie erst einmal ihre Mutter anruft und über ihren Verbleib informiert. Da sie sich weigert, erledigt das später Bernd Wiegand für sie, ein Freund Borowskis, der sich auch um das Kind kümmert, während Borowski Dienst hat.
Im Polizeirevier macht sich Jens Ziemann indessen schwere Vorwürfe, dass er seinen Kollegen Ebert allein gelassen hat. Seine Wut richtet sich gegen den Unbekannten, weswegen das alles passiert sei. Ein älterer Kollege versichert ihm, dass man ihn kriegen werde. „Und dann?“ meint Ziemann mutlos. Borowski und sein junger Kollege Alim Zainalow fragen inzwischen im Schiffsausstatterladen nach dem Geschäftsführer und geraten ausgerechnet an Betz, der sehr erschrocken ist. Er verweist sie an Stefan Wächter. Borowski legt ihm das Foto aus dem Radargerät vor, das allerdings durch Betz’ Eingreifen belichtet wurde, sodass das Gesicht des Fahrers nicht zu erkennen ist. Wächter meint, in der Firma werde kein Fahrtenbuch geführt, das ausweise, wer wann welches Fahrzeug benutze. Das Auto mit diesem Kennzeichen werde aber meist von seinem Kompagnon Nagel selbst genutzt. Als die Kommissare gegangen sind, will Wächter von Betz wissen, was er nun wieder angestellt habe. Er hat ihn nämlich sehr wohl auf dem Foto an seiner Jacke erkannt. Er will, dass Betz mit Nagel spricht und meint, der würde schon dichthalten. Nagel reagiert jedoch bei einer Ansprache von Betz süffisant und herablassend und droht mit der Polizei.
Kurze Zeit später wird Oliver Nagel tot aufgefunden, der Gerichtsmediziner meint, es sehe nach einem stumpfen Schädeltrauma aus. Borowski spricht erneut mit Stefan Wächter und fragt ihn direkt, wen er schützen wolle. Wächter gibt zu, dass er Lars Betz auf dem Foto sofort an seiner Jacke erkannt habe. Er habe ihn auch zu Oliver Nagel geschickt. Selbstanklagend meint er noch, er hätte doch eigentlich wissen müssen, dass sein Kompagnon ihn abblitzen lassen würde. Bei einer Vernehmung sagt Betz aus, dass er gestern noch zu seinem Sohn Marlon gefahren sei, der Geburtstag gehabt habe. Er gibt zu, dass er nicht im Haus gewesen sei, sondern nur draußen gestanden und ins Zimmer geschaut habe. Ein Gespräch Borowskis mit Elke Betz ergibt, dass ihr getrennt lebender Mann es nie verwunden hat, nicht mehr zur See zu fahren. Der Kommissar bemerkt ihre Verbitterung.
Weiteren Ärger gibt es, weil Zainalow mit Jens Ziemann über eine interne Fahndung gesprochen hat. Der junge Polizist ist davon besessen, an den Namen des Mannes zu kommen, den er für schuldig am Tod seines Kollegen Ebert hält. Frieda Jung versucht ihm zu helfen, indem sie ihm knallhart sagt, was sie von seiner Sicht der Dinge hält. Borowski erfährt von Scharndorf, bei dem er sich entschuldigt, dass dieser Oliver Nagel den Schiffsausrüsterladen unbedingt abkaufen wollte, weil er einmalig ist und oft im Fernsehen gezeigt wird. Mit Stefan Wächter, der Nagel Geld geliehen hatte, um mit Betz in die Firma einzusteigen, ist er sich auch einig geworden, Nagel jedoch wollte das Geschäft um keinen Preis hergeben, obwohl er es durch zu viel Privatentnahmen heruntergewirtschaftet hat. Die Gerichtsmedizin findet an Nagels Jacke Carnaubawachs, eine Putzmittelzutat, woraufhin Borowski sich an die im Laden den Boden reinigende Putzfrau erinnert und eine genauere Untersuchung der Jacke veranlasst. Zur Überraschung Borowskis sagt Lutz Betz auf einmal aus, dass er Nagel umgebracht habe. Der Kommissar fragt ihn, ob Wächter ihm ins Gewissen geredet und was er ihm versprochen habe, wenn er die Schuld auf sich nähme, und sagt Wächter auf den Kopf zu, ihm Betz auf dem Silbertablett serviert zu haben, und bekommt die Tür gezeigt. Von der Putzfrau lässt er sich allerdings zuvor noch die Bürste der Putzmaschine geben. Die Spuren daran und an der Jacke des Opfers sind identisch. Borowski, der davon überzeugt ist, dass Betz Nagel nicht umgebracht hat, versucht, einen Durchsuchungsbeschluss für die Firma zu bekommen, was jedoch misslingt und bei den Kollegen, die Betz für schuldig an Eberts Tod halten, Freude auslöst. So schickt Borowski Elke und Marlon Betz in die Arrestzelle. Seine Rechnung geht auf, und Betz widerruft sein Geständnis. Er erzählt, dass er Nagel nach der Ansprache in die Firma hinterhergefahren sei und ein Streitgespräch zwischen Wächter und Nagel über den Verkauf des Ladens gehört habe. Aus einem Versteck heraus habe er gesehen, wie Wächter Nagel am Kragen gepackt habe. Wächter habe dann losgelassen und Nagel habe nur gelacht, unglaublich gemein gelacht, da habe Wächter zugeschlagen. Womit genau er zugeschlagen habe, wisse er nicht, Nagel habe dann am Boden gelegen und er glaube, Wächter habe seine Tat dann leidgetan. Er selbst habe Panik bekommen und sei ganz schnell weggelaufen. Er erzähle das alles erst jetzt, weil Wächter sein Freund sei, der ihm immer geholfen habe. Wächter wird von Zainalow festgenommen.
Als Betz in Begleitung von Borowski und mit Frau und Kind die Treppe des Polizeigebäudes herunterkommt, stellt sich ihm Jens Ziemann mit gezogener Waffe in den Weg. Frieda Jung greift ein und bringt den jungen Polizisten dazu, Borowski als Zeichen seiner Missbilligung seine Waffe zu überlassen. Borowski ist beeindruckt von der Psychologin.

## Hintergrund
Kriminalhauptkommissar Klaus Borowski löst hier seinen ersten Fall für die Tatort-Reihe. Als Klaus Borowski ermittelte Axel Milberg jedoch bereits im Mai 2002 in der Stahlnetz-Folge 27 PSI für das Landeskriminalamt Hannover zusammen mit Lisa Martinek als seine Kollegin Anna Wagner.

## Rezeption

### Erstausstrahlung, Einschaltquote
Väter wurde bei seiner Erstausstrahlung am 30. November 2003 von 7,87 Mio. Zuschauern gesehen, was einem Marktanteil von 22,1 % entsprach.

### Kritik
„Borowski (Axel Milberg) löst seinen ersten Fall in Kiel. Toll: ein Kommissar mit Ecken und Kanten. Fazit: Gelungene Tatort-Jungfernfahrt.“

„Jetzt tritt also Milberg als derzeit dritter NDR-Kommissar (neben Robert Atzorn und Maria Furtwängler) seinen Dienst an, mit einer Figur übrigens, die er bereits in dem Film ‚PSI‘ aus der NDR-Reihe ‚Stahlnetz‘ verkörperte. Im ‚Tatort‘ setzen nun Drehbuchautor Orkun Ertener und Regisseur Thomas Freundner neben viel Lokalkolorit, einem schlüssig erzählten Fall und einem stimmigen Team auf einen Hang zu ungewöhnlichen Ermittlungsmethoden und Milbergs Lust am augenzwinkernden Humor. Ein rundherum gelungenes Debüt!“

„‚Väter‘ (2003) ist Axel Milbergs ‚Tatort‘-Einstand. Der Schauspieler hatte die Idee zu diesem eigenbrötlerischen Nordlicht. Borowski ist kein Kommissar zum Gernhaben. Kollegen watscht er schon mal ab, gegen Frauen hegt er einen tiefen Groll und mit Dienstvorschriften nimmt er es nicht so genau. Im Zentrum der Ermittlung steht ein ehemaliger Seemann, einer, der sein Leben nicht im Griff hat. Ein Unglücksrabe, der in einen Todesfall schliddert.“